# 회안대군묘
회안대군묘(懷安大君墓)는 대한민국 전북특별자치도 전주시 금상동 법사산에 위치한 회안대군의 묘이다. 2005년 12월 16일 전라북도의 기념물 제123호로 지정되었다.

## 개요
묘의 형태는 조선시대의 일반적 형태와 달리, 태인의 정극인 묘처럼 부부묘가 세로로 되어 있는데, 아래의 묘가 부인의 묘이며, 위의 묘가 회안대군 이방간의 묘이다. 이 묘자리가 군왕지지(君王之地)라 하여 지기가 흐르는 곳에 뜸을 떠버렸다는 것은 유명한 이야기다.지금도 뜸을 뜬 자리가 남아 있다.
이방간은 조선초 정치사의 한 주역일 뿐만 아니라, 전주 지역사와 관련 관련해서도 주목된다. 전주는 조선왕조의 발상지로서 역사문화적 특질과 유산을 지니고 있다.

## 같이 보기
- 회안대군
- 조선 태종(이방원)

## 참고 자료
- 회안대군묘 - 국가유산청 국가유산포털